# Cristòfor Nogués
Cristòfor Nogués (mort a Figueres el 1603) fou un prevere catòlic català.
Entre 1592 i 1594 va ser rector de la parròquia de Sant Sadurní de Montornès del Vallès. El 1598 consta com a rector de la Cartoixa de Montalegre. Fou el segon rector del Seminari Conciliar de Barcelona, des del 1598 i fins al 1601. Durant el seu mandat va tenir lloc la inauguració del Seminari, en un acte que va tenir lloc el dia 13 de setembre de 1598, també citat al Dietari de l'antich Consell Barceloní, i que fou celebrat en seu vacant, ja que el bisbe Lloris havia mort el 18 d'agost de 1598, i el seu successor, el bisbe Ildefons de Coloma i de Melo no prengué possessió del bisbat fins al mes de novembre de 1599.
Va morir l'any 1603 a Figueres, éssent arxiprest de Vilabertan. El seu testament es va executar l'any 1631 a Barcelona.